# Jonas ibn Janah
Abu Alvelide Maruane ibne Janá ou Jonas ibne Janá (em hebraico: יונה אבן ג'נאח; romaniz.: Jonah ibn Janah; em árabe: أبو الوليد مروان إبن جناح; romaniz.: Abu-l-walīd Marwān ibn Janāh; em latim: Marinus; Córdova, 990 — Saragoça, 1050) foi um rabino e o mais destacado gramático e lexicógrafo de hebraico ibérico da Idade Média.